# Broken & Beautiful
A Broken & Beautiful Kate Alexa ausztrál énekesnő első stúdióalbuma. 2006.szeptember 25-én jelentette meg Ausztráliában a Liberation Music. Az album fő műfaja a pop-rock, és Alexa a címadó dal kivételével minden számnak társszerzője. Azt állította, ő választotta ki a címet, mert „mindannyian követünk el hibákat, és mindannyian hibázunk. Kényesek és kiszolgáltatottak vagyunk. De még mindig gyönyörű belülről. Az album határozottan az életem... Ez az én történetem, és igaz...” Az album öt kislemeze: Always There, My Day Will Come, All I Hear, Somebody Out There és Better Than You.

## Információk
2004 és 2006 között vett fel felvételeket, még mindig iskolába járt, dolgozott a lemezen együtt,  például Charles Fisherrel és Pete Dacyval és olyan dalszövegírókkal, mint Jim Marr, Wendy Page, Charlie Midnight és Matthew Gerrard. Az albummal kapcsolatban Alexa mondta:"Én a művész iskolában és az írásban utaztam egy darabig. Én egy kicsit maximalista vagyok, addig nem akartam, hogy kiadják, amíg nem tetszett. Szóval eltartott egy ideig." Azt is mondta:"Ha írok egy dalt, nem csak leülök, és azt mondom:"Oké, megyek, most egy dalt írni", ez az egész az, amit éreztem abban az időben."
Ő társszerzője minden dalnak az albumon kivétel a címadó dalnak, amit John Kalodner  írt, miközben LA-ban meghallgatta a felvételeit.
Alexanak segített a Backstreet Boys és Jesse McCartney, amikor felléphetett az elő zenekarukként. 2006 elején utazott, hogy promotálja a lemezt. 2008 áprilisában a Broken & Beautiful megjelent a Mia Record's gondozásában Japánban, és szerepelt két új szám a "Walk On" és az akusztikus "Always There".

## Kritikai fogadtatás
Az album általában vegyes kritikákat kapott. Negatívan értékelte Kenneth Nguyen, a The Age újságban "átjön, egy kicsit régimódi, egy kicsit udvarias, egy kicsit - hadd mondjam még? - túl Hilary Duff."

## Fogadtatás
2006. október 1-jén belépett az ausztrál ARIA albumlista hatvannegyedik helyén. A következő héten hetvenkettedik volt, majd kilencvenedik, csak három hetet szerepelt a listán. Az Australian Artists Charton tizennyolcadik volt és első lett a Hitseekers albumlistán.
- Az első kislemez az albumról, és Alexa debütáló kislemeze az "Always There” című szám volt, amely 2004 szeptemberében jelent meg. Az ARIA Singles Charton 21. helyen debütált, és elérte a 16. helyet, így ez volt élete első top húszas találata. Nagymértékben segítette a dalt a Home And Away című sorozat két epizódja.
- 2005 szeptemberében jelent meg a második kislemez a "My Day Will Come", és elérte a 24. helyet, ez a kislemez szerepelt a leggyengébben, és csak négy hétig tartózkodott a top ötvenben.
- 2006 márciusában jelent meg a harmadik kislemeze az "All In Hear". Ez eddig Kate egyetlen ARIA top tízes találata, maradt az első ötvenben tíz hétig, és ez volt 2006-ban a 100. Legkelendőbb Kislemez, valamint, a 83. legkeresettebb fizikai egység, és a huszonnegyedik legnagyobb példányszámban eladott kislemez az ausztrál énekesek között.
- A negyedik kislemez az albumról a "Somebody Out There" volt. Amely 2006 szeptemberében a harmincharmadik helyen debütált, és a negyedik héten a huszonegyedik helyre emelkedett fel, maradt a top ötvenben tíz héten át.
- Az album negyedik kislemeze a „He Wasn’t”. 23. helyezést ért el az Egyesült Királyságban.
- A „Better Than You” az ötödik kislemez az albumról. Csak az ausztrál rádiókban jelent meg 2006 novemberében. Az ARIA listáján nem térképezték föl.

## A dalok

### Track listing
|     | Cím                        | Producer(s)          | Hossz |
| --- | -------------------------- | -------------------- | ----- |
| 1.  | Somebody Out There         | Jim Marr, Wendy Page | 3:07  |
| 2.  | All I Hear                 | Reed Vertelney       | 3:27  |
| 3.  | I Let Go                   | Jim Marr, Wendy Page | 3:58  |
| 4.  | We All Fall Down           | Reed Vertelney       | 4:09  |
| 5.  | Naked Heart                | Pete Dacy            | 2:48  |
| 6.  | My Day Will Come           | Charles Fisher       | 3:40  |
| 7.  | Glass Slipper              | Stuart Brawley       | 3:31  |
| 8.  | Under the Influence of You | Reed Vertelney       | 3:52  |
| 9.  | Better than You            | Stuart Brawley       | 3:35  |
| 10. | In Your Eyes               | Jim Marr, Wendy Page | 3:54  |
| 11. | Broken & Beautiful         | Charles Fisher       | 3:41  |
| 12. | Not Another Love Song      | Matthew Gerrard      | 3:39  |
| 13. | Always There               | Charles Fisher       | 3:47  |
| 14. | I Tried It Anyway          | Pete Dacy            | 3:24  |

| 1.  | Somebody Out There              | 3:07 |
| 2.  | All I Hear                      | 3:27 |
| 3.  | Better than You                 | 3:35 |
| 4.  | Naked Heart                     | 2:48 |
| 5.  | Glass Slipper                   | 3:31 |
| 6.  | My Day Will Come                | 3:40 |
| 7.  | Under the Influence of You      | 3:52 |
| 8.  | I Let Go                        | 3:58 |
| 9.  | We All Fall Down                | 4:09 |
| 10. | Not Another Love Song           | 3:39 |
| 11. | Always There                    | 3:47 |
| 12. | Broken & Beautiful              | 3:41 |
| 13. | In Your Eyes                    | 3:54 |
| 14. | I Tried It Anyway               | 3:24 |
| 15. | Walk On                         | 3:05 |
| 16. | Always There (Acoustic Version) | ?:?? |